# Aníbal de Rodes
Aníbal de Rodes, conhecido também como Aníbal, o Rodense, ou Aníbal Ródio, foi um proeminente almirante cartaginês da Primeira Guerra Púnica. Durante cerco de Lilibeu (250 a.C.), Aníbal conseguiu aproveitar a velocidade superior de seus navios para evitar a frota romana e conseguir importantes informações sobre inimigo para seu comandante, Aderbal e para o senado cartaginês. Os romanos finalmente conseguiram alcançá-lo e o derrotaram utilizando um quadrirremo capturado dos próprios cartagineses. Este mesmo navio foi utilizado depois para capturar outros navios que furavam o bloqueio da cidade e o usaram como base para a construção de seus próprios navios.